# جو ويلسون (لاعب كريكت)
جو ويلسون (27 سبتمبر 1870 - 7 ديسمبر 1912 في أستراليا) (بالإنجليزية: Joe Wilson)‏ هو مصرفي ولاعب كريكت أسترالي.